# Lerum (Gemeinde)
Koordinaten: 57° 46′ N, 12° 18′ O

Lerum ist eine Gemeinde (schwedisch kommun) in der schwedischen Provinz Västra Götalands län und der historischen Provinz Västergötland. Der Hauptort der Gemeinde ist Lerum.

## Geschichte
Vor der Zusammenlegung von Älvsborgs län, Skaraborgs län und Göteborgs och Bohus län zu Västra Götalands län gehörte Lerum zur Provinz Älvsborg.

## Orte
Diese Orte sind Ortschaften (tätorter):
- Björboholm
- Floda
- Gråbo
- Lerum
- Norsesund
- Olstorp
- Öxeryd
- Sjövik
- Tollered